# 永遠的7日之都
《永远的7日之都》是由中国游戏开发商网易游戏所开发的一款角色扮演类网络游戏，该网络游戏支持iOS、Android等手机平台。该游戏由网易游戏负责中国大陆地区，港澳台、日韓等境外市場則由不同業者发行。音乐由陈达飞和川井宪次联合制作。
2020年9月，網易推出了以本遊戲第一作動作RPG為基礎的同名新作放置RPG，並於2021年9月於日本首發上市。

## 背景
这里是“交界都市”，两个时空的交界面。在这座城市中，“黑门”不断开启，异世界的怪物从里面涌出。如果这座城市沦陷，整个世界就会毁灭。被称作“神器使”的人们，通过自身的特殊力量——“幻力”与怪物交战。然而力量总是双向的，“幻力”在某种情况下，也会成为毁灭神器使的毒药。
你，被选为“指挥使”的人，拥有增幅神器使力量的能力，所有人都把你当做这个城市的救星，然而你总会觉得一些场景似曾相识，却又失去了大部分的记忆。而在你成为指挥使的第7天，毁灭的大门终会打开，你只会带着些许记忆残片，踏入下一个轮回……

## 游戏系统

### 战斗系統
游戏的战斗系统采取了一般的左手摇杆控制方向，右手释放技能及普通攻击的操作方式。战斗可选择手动和自动两种模式：手动模式下，玩家需控制神器使的行动；自动模式下，神器使的行动交由游戏AI进行（有些特定场景没有自动战斗模式）。每次战斗时，玩家（指挥使）可携带一定数量的神器使出战（最高三位）多人组队（一般为三人）时一般每人携带一或三位神器使

### 成就系統
《永远的7日之都》中没有特定的每日任务完成系统，但是每日完成任务有一定奖励，不同的任务块有不同的奖励，大致分为：
1. 记忆殿堂
2. 时空乱流
3. 资质考试
4. 潜网集市
5. 黑门试炼
6. 萬神殿

另外，有特殊的表情成就系统，玩家需要完成一定任务才能获得

### 神器使系统
游戏中的神器使可以通过以下几种方式获得：
1. 白夜馆抽卡获得
2. 活动获得
3. 记忆殿堂获得
4. 攻略主線获得

神器使的养成包括以下方面
1. 星级提升
2. 神器开启，升级，洗练，覺醒
3. 神器使解放

### 影装系统
游戏中的影装可以极大地增强神器使的战斗能力，具有绿，蓝，紫，金，橙五级，具有主属性，副属性，突破属性，套装属性，随着玩家的等级升高可以增强

## 登场角色

### 主要神器使
安托涅瓦（CV：坂本真绫）
现为中央庭七人众之一，称号是“神使”，神器为诺亚方舟，有穿越时空的能力。平时负责处理中央庭繁杂的文书工作，并且担当起类似于领袖的责任。
曾经与活骸化的零战斗，导致下半身失去知觉。双腿不能行走的她必須依靠神器行动。
安（CV：钉宫理惠）
一个温柔、天真、热心的少女，負責照料指揮使的日常生活，在照顾人方面可以说是一位好手。有著一頭橘黄色長髮，身穿被她認為是正裝的女仆装，服装上挂着钟表。
珈兒（CV：川澄綾子）
高校學區的學生，在學校被捲入黑門的事件中覺醒了神器使能力。
被譽為百年難得一見的劍道天才，有著本人也料想不到的高人氣，在校園內有著一群狂熱粉絲組成的後援會。
雯梓（CV:諏訪彩花)
氣質非凡的棋手，經營雯庭棋館的職業女性。現今東方古街的領導者，以自身幻力維持著守護先住民的五行大陣。
擁有現代人少有的俠者風範，性格火爆，敢愛敢恨，直率且熱心腸，路見不平常拔刀相助。然而同時也有著固執的一面，又很重視傳統。面對黑門的威脅，寧願堅守自古傳承的防禦法陣，也不願意與中央庭合作。
賽斯
超不良神官，不但不遵守清規，還沉迷各種不良嗜好，抽菸喝酒樣樣精通。
輕浮的態度下藏有如同聖人一般的無私本性。為了好友晏華甘願冒著危險留在了交界都市，成為了中央庭和聖星教會之間的紐帶。更因為陌生人的求助，而自願進入被黑門怪物包圍的淪陷區。
羽弥（CV：能登麻美子）
粉色头发的少女。从小就因为神器的能力被当成怪物，被抛弃在街边，被研究所院长关在研究所内，作为院长的实验材料。
在研究所被指挥使攻略后，羽弥被中央庭接收，最后在咖啡廳兼职工作，得到了众人的接纳。

### 神器使
共分成6種職業，且有剛、巧、靈3種屬性，依照初始星級能分成S、A、B、C（2018.11.21開啟覺醒系統，可升到SS）。

#### 戰士
| 屬性 | 神器使 | 稱號   | 性別 | 初始 星級 | 傷害 | 神器               | 聲優       | 獲取方式           |
| ---- | ------ | ------ | ---- | --------- | ---- | ------------------ | ---------- | ------------------ |
| 剛   | 虎徹   | 雷神   | 男   | C         | 物理 | 拳套・轰雷建御雷   | 西谷亮     | 白夜館・記憶隙間   |
| 剛   | 達格   | 暴食   | 男   | B         | 物理 | 魔法鍋・欲望大釜   | 富樫美鈴   | 白夜館・記憶隙間   |
| 剛   | 拉比   | 地精   | 男   | A         | 物理 | 怪獸・阿米特       | 三瓶由布子 | 記憶殿堂           |
| 剛   | 屠怯怯 | 死神   | 女   | A         | 物理 | 石碑・無字碑       | 洲崎綾     | 活動、紀念商店兌換 |
| 剛   | 凜霧   | 羅剎   | 女   | S         | 物理 | 魔劍・赫格尼之劍   | 原由實     | 白夜館・記憶隙間   |
| 剛   | 重淵   | 炎燼   | 男   | S         | 法術 | 神劍・鳳凰         | 三木真一郎 | 白夜館・記憶隙間   |
| 巧   | 丽     | 黃金姬 | 女   | A         | 物理 | 寶傘・毗沙門天慧傘 | 堀江由衣   | 白夜館・記憶隙間   |
| 巧   | 阮顏   | 花影   | 女   | A         | 物理 | 飛劍・畫影         | 豐崎愛生   | 白夜館・記憶隙間   |
| 靈   | 珈兒   | 刀神   | 女   | C         | 物理 | 靈劍・布都御魂     | 川澄綾子   | 主線劇情           |
| 靈   | 瞬     | 白影   | 女   | B         | 物理 | 雙槍・褪色的薔薇   | 中村櫻     | 白夜館・記憶隙間   |
| 靈   | 尤梨   | 愛憎   | 女   | A         | 物理 | 長矛・天之瓊矛     | 深川芹亞   | 白夜館・記憶隙間   |
| 靈   | 雷克特 | 偽神   | 男   | A         | 物理 | 手套・雅恩格利佩爾 | 寸石和弘   | 記憶殿堂           |
| 靈   | 格雷穆 | 處刑人 | 男   | S         | 物理 | 刑具・千棘槍       | 中井和哉   | 白夜館・記憶隙間   |

#### 坦克
| 屬性 | 神器使 | 稱號     | 性別 | 初始 星級 | 傷害 | 神器                      | 聲優       | 獲取方式           |
| ---- | ------ | -------- | ---- | --------- | ---- | ------------------------- | ---------- | ------------------ |
| 剛   | 羅納克 | 青銅     | 男   | A         | 物理 | 盾牌・七重盾              | 三宅健太   | 白夜館・記憶隙間   |
| 剛   | 薇拉   | 蠍       | 女   | B         | 物理 | 鎖鏈・魔蠍                | 渡邊優里奈 | 白夜館・記憶隙間   |
| 剛   | 夏狩   | 碎骨     | 男   | C         | 物理 | 斧頭・盤古斧              | 安元洋貴   | 白夜館・記憶隙間   |
| 剛   | 黑爾加 | 牧狼人   | 女   | S         | 法術 | 雙狼・「哈提」&「斯庫爾」 | 上田麗奈   | 白夜館・記憶隙間   |
| 巧   | 米菈   | 貝斯喵   | 女   | B         | 物理 | 琴弦・天之里拉            | 田中千惠美 | 記憶殿堂           |
| 巧   | 李若胤 | 帕拉丁   | 男   | B         | 物理 | 圣剑・杜兰达尔            | 田丸篤志   | 白夜館・記憶隙間   |
| 巧   | 莉米亞 | 萌熊     | 女   | S         | 物理 | 神鋼・奧利哈剛            | 今井麻美   | 記憶殿堂           |
| 巧   | 阮羽   | 弄月     | 女   | A         | 物理 | 劍盾・騰空                | 豐崎愛生   | 活動、紀念商店兌換 |
| 巧   | 蕾娜   | 暗星     | 女   | S         | 物理 | 迦樓羅之心                | 中原麻衣   | 白夜館・記憶隙間   |
| 巧   | 寶妮   | 嗜眠     | 女   | A         | 法術 | 枕頭・睡神之枕            | 加隈亞衣   | 白夜館・記憶隙間   |
| 靈   | 羽弥   | 黑翼     | 女   | B         | 法術 | 烏鴉・茉莉安              | 能登麻美子 | 主線劇情＋記憶殿堂 |
| 靈   | 烏鷺   | 育種者   | 男   | C         | 物理 | 魔劍・米特斯汀            | 森川智之   | 白夜館・記憶隙間   |
| 靈   | 瑟雷斯 | 重裝修女 | 女   | A         | 法術 | 鏈錘・伊南娜之錘矛        | 生天目仁美 | 白夜館・記憶隙間   |

#### 法師
| 屬性 | 神器使   | 稱號     | 性別 | 初始 星級 | 傷害 | 神器             | 聲優       | 獲取方式               |
| ---- | -------- | -------- | ---- | --------- | ---- | ---------------- | ---------- | ---------------------- |
| 剛   | 奥露西娅 | 戀人     | 女   | A         | 法術 | 魔索・格萊普尼爾 | 能登麻美子 | 白夜館・記憶隙間       |
| 剛   | 璐璐     | 星女     | 女   | A         | 法術 | 耳环・室女星坠   | 高野麻里佳 | 白夜館・記憶隙間       |
| 剛   | 菲尼克   | 求知     | 男   | S         | 法術 | 火种・天上之火   | 成瀨誠     | 白夜館・記憶隙間       |
| 巧   | 安托涅瓦 | 神使     | 女   | S         | 法術 | 方舟・諾亞方舟   | 坂本真綾   | 主線劇情               |
| 巧   | 愛繆莎   | 鬼牌     | 女   | S         | 法術 | 卡牌・塔羅牌     | 中惠光城   | 白夜館・記憶隙間       |
| 巧   | 璃璃子   | 幻彩     | 女   | S         | 法術 | 異種・星之彩     | 內田彩     | 白夜館・記憶隙間       |
| 巧   | 維恩     | 籠目     | 男   | A         | 法術 | 眼睛・美杜莎之眼 | 宮田幸季   | 白夜館・記憶隙間       |
| 巧   | 朝奈     | 心靈使者 | 女   | S         | 法術 | 魔盒・潘多拉之匣 | 茅野愛衣   | 白夜館・記憶隙間       |
| 靈   | 西比尔   | 真言     | 女   | B         | 法術 | 書頁・真名書     | 早見沙織   | 主線劇情               |
| 靈   | 達爾維拉 | 黑暗之子 | 男   | A         | 法術 | 恶魔・阿撒兹勒   | 奧村翔     | 白夜館・記憶隙間       |
| 靈   | 鍾函谷   | 萬鬼     | 男   | S         | 法術 | 符咒・方相祭符   | 前野智昭   | 白夜館・記憶隙間       |
| 靈   | 白       | 鈴蘭     | 女   | S         | 法術 | 鈴鐺・九鍾       | 野中藍     | 白夜館・20個小魚乾兌換 |
| 靈   | 朵朵     | 蘑菇子   | 女   | A         | 法術 | 宝伞・华盖       | 古城門志帆 | 白夜館・記憶隙間       |
| 靈   | 蘿月     | 琳琅     | 女   | A         | 法術 | 神木・三珠樹     | 優希知冴   | 白夜館・記憶隙間       |

#### 影襲
| 屬性 | 神器使     | 稱號     | 性別 | 初始 星級 | 傷害 | 神器               | 聲優       | 獲取方式               |
| ---- | ---------- | -------- | ---- | --------- | ---- | ------------------ | ---------- | ---------------------- |
| 剛   | 巫殷       | 鋼靴     | 女   | C         | 物理 | 飛鞋・泰拉瑞亞     | 渡邊優里奈 | 白夜館・記憶隙間       |
| 剛   | 萊奧斯     | 戰鬼     | 男   | B         | 物理 | 火靈・火之迦具土   | 奧村翔     | 白夜館・記憶隙間       |
| 剛   | 夜         | 黑貓     | 男   | S         | 物理 | 氣體・蜃氣         | 檜山修之   | 白夜館・30個小魚乾兌換 |
| 剛   | 白歌       | 蒼銀     | 女   | A         | 物理 | 伽伦廷             | 富樫美鈴   | 白夜館・記憶隙間       |
| 巧   | 安         | 光榮女僕 | 女   | B         | 物理 | 雙劍・時光之刃     | 釘宮理惠   | 主線劇情               |
| 巧   | 艾露比     | 命剪     | 女   | B         | 物理 | 剪刀・诗蔻蒂之剪   | 藤田咲     | 主線劇情＋記憶殿堂     |
| 巧   | 巴裘拉     | 夜梟     | 男   | C         | 物理 | 鈴鐺・阿普切       | 安元洋貴   | 白夜館・記憶隙間       |
| 巧   | 柯路諾     | 迷途之羊 | 男   | A         | 物理 | 匕首・海德倫       | 小田久史   | 活動、紀念商店兌換     |
| 巧   | 阿希莉亞   | 四重奏   | 女   | S         | 物理 | 縫衣針・克洛托之針 | 喜多村英梨 | 白夜館・回憶之間兌換   |
| 靈   | 阿嵐       | 無頭     | 男   | B         | 物理 | 面具・般若面       | 渡邊優里奈 | 主線劇情＋記憶殿堂     |
| 靈   | 伊薩克     | 倒吊人   | 男   | S         | 法術 | 异兽・廷达罗斯猎犬 | 河西健吾   | 主線劇情               |
| 靈   | 伊斯卡里奧 | XIII     | 男   | S         | 法術 | 聖槍・朗基努斯之槍 | 綠川光     | 活動                   |
| 靈   | 韋迪       | 謊言     | 男   | A         | 物理 | 異獸・訛獸         | 林勇       | 白夜館・記憶隙間       |
| 靈   | 十玖       | 華忍     | 女   | S         | 物理 | 童子切安鋼         | 戶田惠     | 白夜館・記憶隙間       |

#### 射手
| 屬性 | 神器使   | 稱號     | 性別 | 初始 星級 | 傷害 | 神器               | 聲優       | 獲取方式           |
| ---- | -------- | -------- | ---- | --------- | ---- | ------------------ | ---------- | ------------------ |
| 剛   | 泰絲拉   | 重炮     | 女   | B         | 物理 | 號角・加拉爾       | 諏訪彩花   | 白夜館・記憶隙間   |
| 剛   | 賽哈姆   | 死之貞女 | 女   | A         | 物理 | 翅膀・死神之翼     | 中村櫻     | 白夜館・記憶隙間   |
| 剛   | 奥德里奇 | 光芒     | 男   | A         | 法術 | 布里歐納克         | 滨健人     | 白夜館・記憶隙間   |
| 巧   | 晏華     | 神之頭腦 | 男   | A         | 物理 | 眼睛・荷鲁斯之眼   | 前野智昭   | 記憶殿堂           |
| 巧   | 幽桐     | 誅心     | 男   | A         | 物理 | 神弓·甘狄拔        | 立花慎之介 | 主線劇情＋記憶殿堂 |
| 巧   | 格蕾莎   | 白醫     | 女   | A         | 法術 | 神符・安卡         | 村中知     | 白夜館・記憶隙間   |
| 靈   | 瀨由衣   | 破天     | 女   | S         | 法術 | 長弓・阿賈伽瓦     | 花澤香菜   | 白夜館・記憶隙間   |
| 靈   | 妮維     | 番犬     | 女   | C         | 物理 | 三頭犬・刻耳柏洛斯 | 內田真禮   | 白夜館・記憶隙間   |
| 靈   | 千藻詩歌 | 妄念     | 女   | B         | 法術 | 投矛器・綠寶石之蛇 | 內田真禮   | 白夜館・記憶隙間   |
| 靈   | 艾莉茲   | 銀線     | 女   | S         | 物理 | 人偶・伽拉泰亞     | 雨宮天     | 白夜館・記憶隙間   |

#### 輔助
| 屬性 | 神器使 | 稱號     | 性別 | 初始 星級 | 傷害 | 神器           | 聲優       | 獲取方式           |
| ---- | ------ | -------- | ---- | --------- | ---- | -------------- | ---------- | ------------------ |
| 剛   | 賽斯   | 神官     | 男   | C         | 法術 | 权杖・羽蛇神杖 | 田丸篤志   | 主線劇情           |
| 剛   | 穆婭   | 夢之搖籃 | 女   | B         | 法術 | 寶物・金蘋果   | 田中千惠美 | 白夜館・記憶隙間   |
| 剛   | 青檀   | 畫中仙   | 男   | S         | 法術 | 石頭・五色石   | 高橋廣樹   | 白夜館・記憶隙間   |
| 巧   | 雯梓   | 棋聖     | 女   | C         | 法術 | 圍棋・王者之弈 | 諏訪彩花   | 主線劇情           |
| 巧   | 零     | 籠中鳥   | 女   | A         | 法術 | 混沌・提亞馬特 | 悠木碧     | 記憶殿堂           |
| 巧   | 亞修   | 偵探     | 男   | A         | 物理 | 羽毛・真實之羽 | 大原崇     | 活動、紀念商店兌換 |
| 巧   | 蒼瀾   | 海魂     | 男   | S         | 法術 | 水珠・不死甘露 | 高桥英则   | 白夜館・記憶隙間   |
| 靈   | 伽梨耶 | 天舞     | 女   | C         | 法術 | 神酒・蘇摩酒   | 高野麻里佳 | 白夜館・記憶隙間   |
| 靈   | 芙羅拉 | 靜謐     | 女   | A         | 法術 | 言靈・噓       | 中惠光城   | 記憶殿堂           |

### 連動神器使
牧瀬紅莉棲（CV：今井麻美）
椎名真由理（CV：花澤香菜）
岡部倫太郎（CV：宮野真守）
初音未來（CV：藤田咲）
巡音流歌（CV：淺川悠）
鏡音鈴．連（CV：下田麻美）
Kaito